# Chiesa di Sant'Antonio (Atessa)
La chiesa di Sant'Antonio è un edificio di culto situato nel comune di Atessa, in provincia di Chieti. Ha una doppia intitolazione,sia a Sant'Antonio Abate e che a Sant'Antonio da Padova.

## Architettura

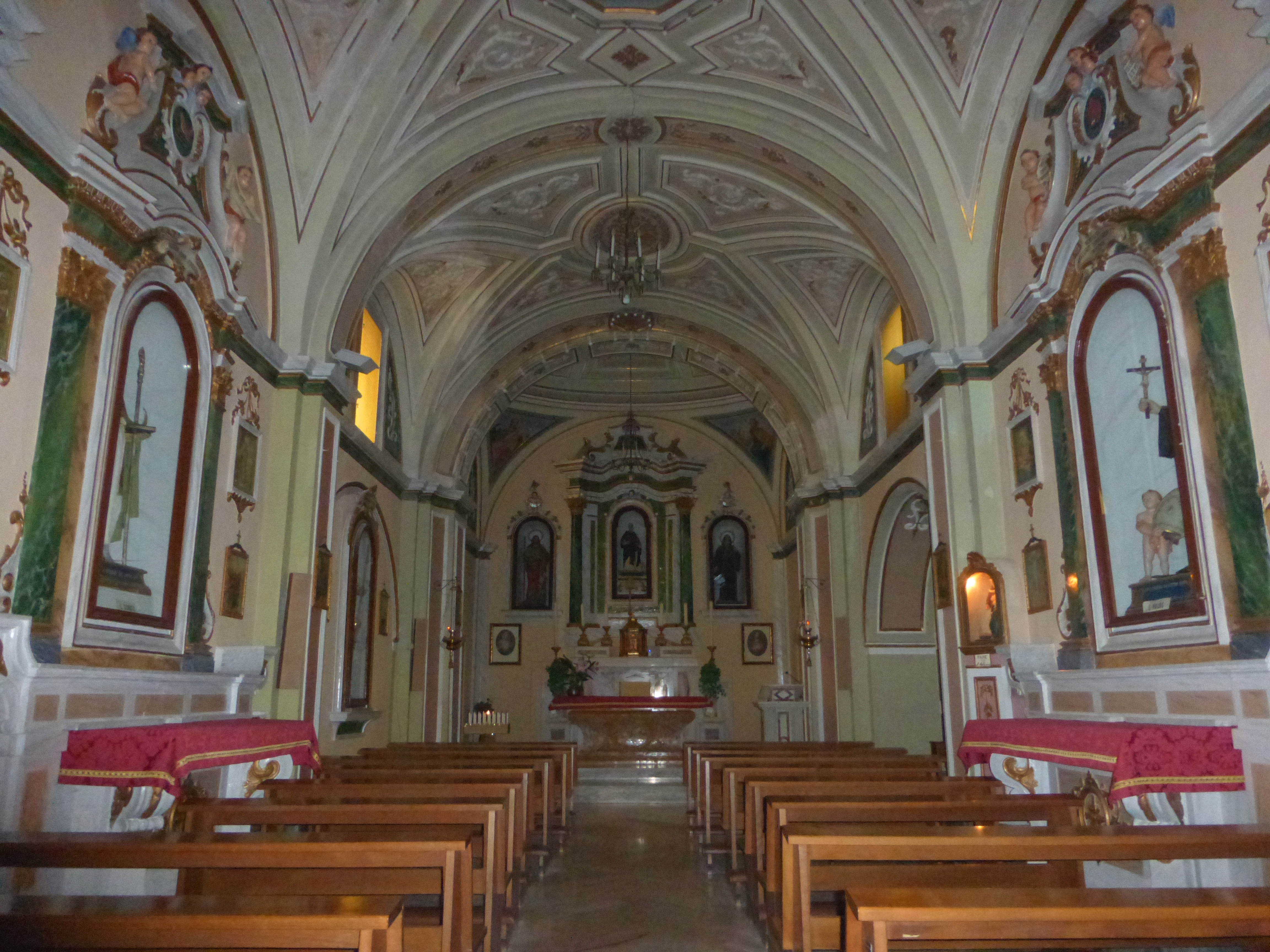
L'interno

Posta fuori dalle mura del paese, era affiancata in passato da un ricovero per viandanti e pellegrini, gestito dall'ordine Antoniano, la cui esistenza è attestata sin dal febbraio 1593 grazie ad un atto notarile. Nel corso del XIX secolo fu ristrutturata negli interni prima dallo stuccatore Giovanni Fagnani da Pescopennataro nel 1902, poi dal pittore Alfredo Giuliani nel 1926.
La facciata dell'edificio presenta una forma rettangolare in laterizi colorati in ocra e rosso, e vi è incorporato un campanile sul lato sinistro realizzato in mattoni su basamento in pietra. Un'effigie in pietra con ornamenti reca l'iscrizione "A DIVOZIONE DEI FEDELI".
All'interno, dall'unica navata della chiesa si può accedere ad una grande cappella sul lato destro con soffitto a cassettoni, al cui interno sono conservate statue di Sant’Anna con Maria Bambina, la Madonna Addolorata, e Sant’Antonio di Padova, quest'ultima opera dell’artista Filippo Tenaglia di Orsogna, risalente al 1746; un dipinto di fattura popolare del XVIII secolo che mostra la Madonna e le Abime del Purgatorio. 
L'altare nell'aula principale è sormontato da una cupola su pennacchi, al cui interno vi sono affreschi dei quattro evangelisti, opera di Ennio Bravo di Atessa. Nello stesso ambiente, all'interno del muro destro, è incastonato un confessionale in finto marmo. L'altare maggiore possiede tre nicchie connal centro le statue di Luigi Guacci di Lecce: al centro Sant'Antonio abate, a sinistra San Giuda apostolo, a destra San Francesco di Paola. 
Altre opere di interesse sono un confessionale ligneo scolpito e dorato, con sopra Maria Maddalena che medita sulla Croce, opera restaurata di Bravo; nelle nicchie laterali la navata vi sono le statue di San Mauro abate, realizzata da Pasquale Giuliani di Atessa nel 1895, firmata e datata, Sant'Antonio d Padova che fa l'elemosina al povero, una nicchia con la statua di San Nicola di Bari, una con la statua di San Donato vescovo datata 1897, di scuola locale; infine un gruppo di tre nicchie con statuette di modesta fattura di San Giuseppe col Bambino, Padre Pio e Maria Immacolata. 
L'organo della cantoria è stato realizzato dalla bottega Gennari di Lanciano.

## Galleria d'immagini

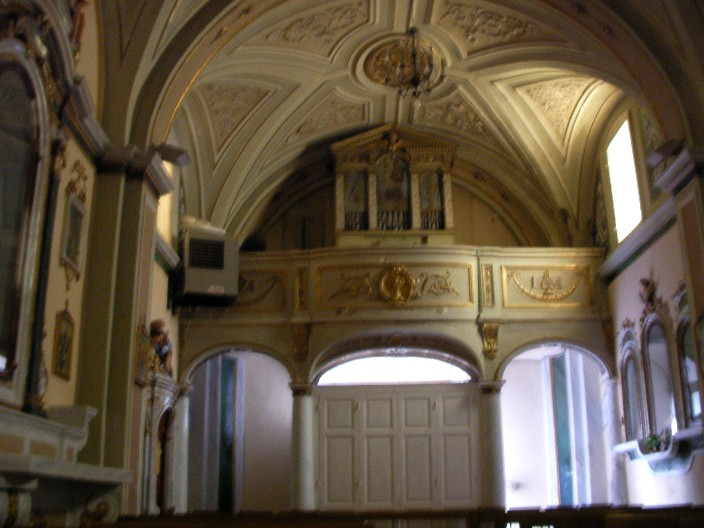
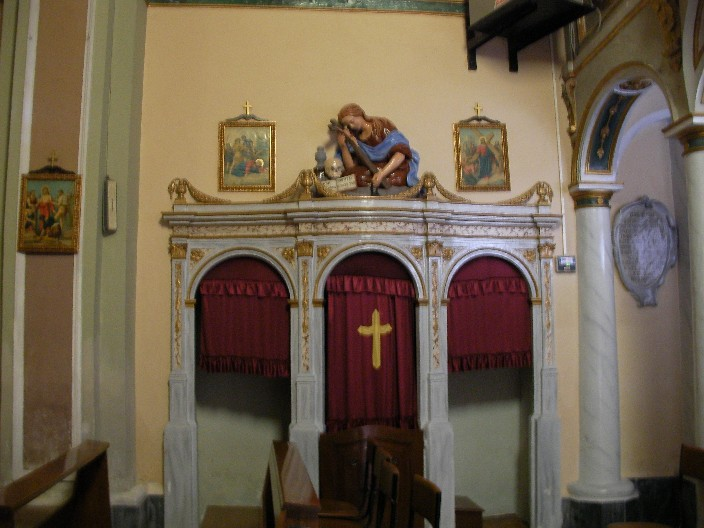